# Anticoma extensa
Anticoma extensa är en rundmaskart som beskrevs av Christian Wieser 1953. Anticoma extensa ingår i släktet Anticoma och familjen Anticomidae. Inga underarter finns listade i Catalogue of Life.